# Рогачовський район
Рога́човський райо́н (біл. Рагачоўскі раён) — адміністративна одиниця на півночі Гомельської області Білорусі. Адміністративний центр — місто Рогачов.

## Географія
Площа району становить 2100 км кв (7-е місце), близько 32 % території припадає на ліси, переважно хвойні, березові, дубові й осикові. Район межує із Бобруйським, Биховським, Славгородським і Кіровським районами Могильовської області, а також з Буда-Кошелевським, Жлобинським і Корм'янським районами Гомельської області.
Основні річки — Дніпро та його притоки Друть, Добрица, Добосна, Рокотун, Ржавка і Гутлянка. Основні озера — Святе, Крушиновське, Добре й Велике Комаріно.

## Історія
Район утворений 17 липня 1924 року.
27 лютого 1978 року Рогачов одержав статус міста обласного підпорядкування.

## Демографія
Населення району на 2009 рік — 63 800 чоловік, у тому числі в міських умовах проживають 35 100 чоловік. Усього налічується 211 населених пунктів.

### Відомі уродженці
- Козловський Євген Олександрович (1929) — радянський і російський геолог, міністр геології СРСР (1975—1989), член Російської академії природничих наук, професор.
- Михеєнко Михайло Макарович — український правознавець, доктор юридичних наук.
- Пширков Юліян Сергійович — білоруський літературознавець.
- Слюньков Микола Микитович (* 1929) — білоруський радянський партійний діяч (Городець).
- Чернявська Ядвіга Антонівна (1914—2005) — радянський педагог (Олександрівка).

## Економіка
- Молочно-консервний комбінат
- Завод «Діапректор»